# Puigsesllunes
El Puigsesllunes és una muntanya de 691 metres que es troba al municipi de Sant Sadurní d'Osormort, a la comarca catalana d'Osona.